# Ілюстратор
Ілюстратор (лат. illustratio, від illustro — освітлюю, пояснюю) — художник, який наочно пояснює, розкриває або доповнює будь-який текст надаючи візуальне зображення, яке відповідає змісту пов'язаного тексту чи ідеї. Також умовно до ілюстрування можна віднести різні зображення, створені на основі літературних текстів, але не призначені безпосередньо для оформлення книг (наприклад роботи Сальвадора Далі за мотивами роману Сервантеса «Дон Кіхот»).
Ілюстратор створює опорні зображення для створення сцен і образи персонажів. А також ілюструє сценарії до фільмів; розкриваючи атмосферу, деталізує сцени під заданим кутом зору для спрощення роботи кінооператора.
Багато ілюстраторів є фрілансерами, замовленими видавцями газет, книг, журналів або рекламними агенціями.
Серед фахівців з інформаційної графіки — медичні ілюстратори, які ілюструють анатомію людини. Вони часто потребують багаторічної художньої та медичної підготовки. Саме з цією гілкою професії ілюстратора пов'язані найганебніші події. У 1937 році вперше публікується «Атлас топографічної та прикладної анатомії людини» Едуарда Пернкопфа. Хоча книгу і вважають найкращим прикладом анатомічного малюнка у світі, але «матеріалом» для роботи над нею стали сотні людей, по-звірячому вбиті нацистами.

## Методи
Редагувати
Використовуйте референсні зображення для створення сцен і персонажів. Це може бути так само просто, як подивитися на зображення, щоб надихнутися, або створити ескізи персонажів і деталізовані сцени з різних ракурсів, щоб створити основу для світу в книзі з картинками. Деякі традиційні техніки ілюстрації включають акварель, перо і чорнило, аерографію, живопис олією, пастель, гравюру на дереві і вирізання з лінолеуму.
Джон Хелд-молодший був ілюстратором, які працювали в різних стилях і техніках, включаючи вирізання з лінолеуму, малюнки пером і тушшю, картини для обкладинок журналів, карикатури, комікси і сценографію, а також створювали твори образотворчого мистецтва у вигляді скульптур тварин і акварельних малюнків. Багато відомих ілюстратори відвідували художні школи або коледжі і навчалися різних технік живопису і малюнка.
Традиційна ілюстрація, схоже, відродилася в епоху соціальних мереж завдяки таким платформ, як Instagram, Facebook, Pinterest та YouTube.[потрібна посилання] В даний час традиційна і цифрова ілюстрація процвітають.
Університети та художні школи пропонують спеціальні курси з ілюстрації (наприклад, у Великобританії можна отримати ступінь бакалавра з відзнакою), так що це стало новим напрямком в професії. Багато ілюстратори працюють позаштатно на замовлення видавців (газет, книг або журналів) або рекламних агенцій. Більшість наукових ілюстрацій і технічних ілюстрацій також відомі як інформаційна графіка. Серед фахівців з інформаційної графіку є медичні ілюстратори, які ілюструють анатомію людини, часто вимагаючи багаторічної художньої та медичної підготовки.
Особливо популярним матеріалом серед ілюстраторів 1950-х і 1960-х років був казеїн, а також яєчна фарба темперна. Швидкість висихання і довговічність цих матеріалів добре підходили для ілюстрацій. Роботи, виконані цими фарбами, витримували транспортування до клієнтів і в друкарню без пошкоджень.
Комп'ютерна ілюстрація, або цифрова ілюстрація, — це використання цифрових інструментів для створення зображень під безпосереднім управлінням художника, зазвичай за допомогою пристрою введення, такого як планшет або миша.
Комп'ютери кардинально змінили індустрію, і сьогодні багато карикатуристи і ілюстратори створюють цифрові ілюстрації з допомогою комп'ютерів, графічних планшетів і сканерів. Такі програми, як Adobe Illustrator, Adobe Photoshop, GIMP, Corel Painter і Affinity Designer, тепер широко використовуються цими професіоналами.

## Історія
Перші ілюстратори з'явились з першими книгами. Найстаріші ілюстрації супроводжують тексти папірусних сувоїв Стародавнього Єгипту. У середньовічних рукописних книгах ілюстрація виконувалися в техніці мініатюрного живопису. А в процесі розвитку рукописної книги мініатюра стала вишуканим по техніці самостійним видом мистецтва. Як прикладом може бути Пересопницьке Євангеліє. Складні ілюстровані книги часто виконувались декількома майстрами роками або навіть десятиліттями (наприклад Розкішний часослов герцога Беррійського братів Лімбургів).
У зв'язку з винаходом Гутенбергом друкарства в арсенал ілюстратора входить гравіювання. Ілюстрації відрізнялися лаконізмом узагальнених контурів і нерідко фарбувались від руки.
В епоху Відродження ілюстрація все частіше стає рівнозначною по відношенню до тексту, займаючи у книзі однакове з ним місце. В цей період з'являється перша жінка ілюстратор, флорентійка Плавтилла Неллі.
З кінця XVI століття ілюстратори працюють переважно з технікою гравірування на міді, адже дошки з заліза швидко псуються. Ускладненість цієї техніки, великі формати зображень, які потребують складання листів, на яких окремо від набору друкувалися ілюстрації (що потім вклєювалися у книгу), обумовили повний відрив ілюстрації від тексту в багатьох виданнях XVII століття. Саме в цей період публікувались ілюстрації повністю без тексту. В середині XVII століття вперше з'являються дитячі ілюстрації (в Англії, потім у Франції і Німеччині).
З'являється політична карикатура. Першим ілюстраторм цієї царини став англійський художник Вільям Гоґарт зі своєю «бульбашкою Південних морів» про крах фондового ринку у 1720 році.
Він же ж створював гостросатиричні розповідні серії, текст до яких писався іншими авторами після створення зображень.
Чудові зразки природничо-наукової ілюстрації створюють у кінці XVIII — початку XIX століть Фердинанд Бауер, П'єр-Жозеф Редуте, Алоїс Лунцер, Гаррієт Морган.
Для XIX століття характерні як закінчені ілюстрації — композиції на окремих аркушах, так і швидкі нариси у тексті. Прикладом може слугувати «Ліс за межами світу» ілюстрованого Едвардом Джонсоном.
Зя'вляється перша масова вітальна листівка. Вона була випущена у 1843 році в Лондоні на замовлення Генрі Коула за ескізом ілюстрації Джона Колкотта Горслі. Поштівка одразу набула слави скандальної, оскільки зображувала малу дитину, яка пила вино. Однак попри все ідея припала до душі споживачам. Було надруковано партію карток, що складалась з 2050 примірників вартістю один шилінг за кожну.
Індивідуальна інтерпретація художником літературного тексту набуває у XX столітті все більшого значення; ілюстрація часто стає його вільним асоціативним акомпанементом.
З розвитком кіномистецтва потреба у ілюстраторах зростає у новій галузі — мультиплікації. Трохи пізніше з'являються комікси — побічний продукт [Кінематограф|кінематографу]].
У XXI столітті комп'ютери кардинально змінили галузь, і сьогодні багато ілюстраторів та мультиплікаторів створюють цифрові ілюстрації за допомогою програмного забезпечення, такого як Adobe Illustrator, Adobe Photoshop, Corel Painter, Affinity Designer, GIMP та іншими.

## Інструменти та методи
Традиційні методи ілюстрації включають у себе олівець, вугілля, акварель, пастелі, перо та чорнило, різне гравіювання.
Популярним засобом для ілюстраторів 1950-х та 1960-х був казеїн і яєчна темпера, що довели свою довговічність.
З часом незамінним інструментом художника-ілюстратора стає графічний планшет.

## Ілюстрації

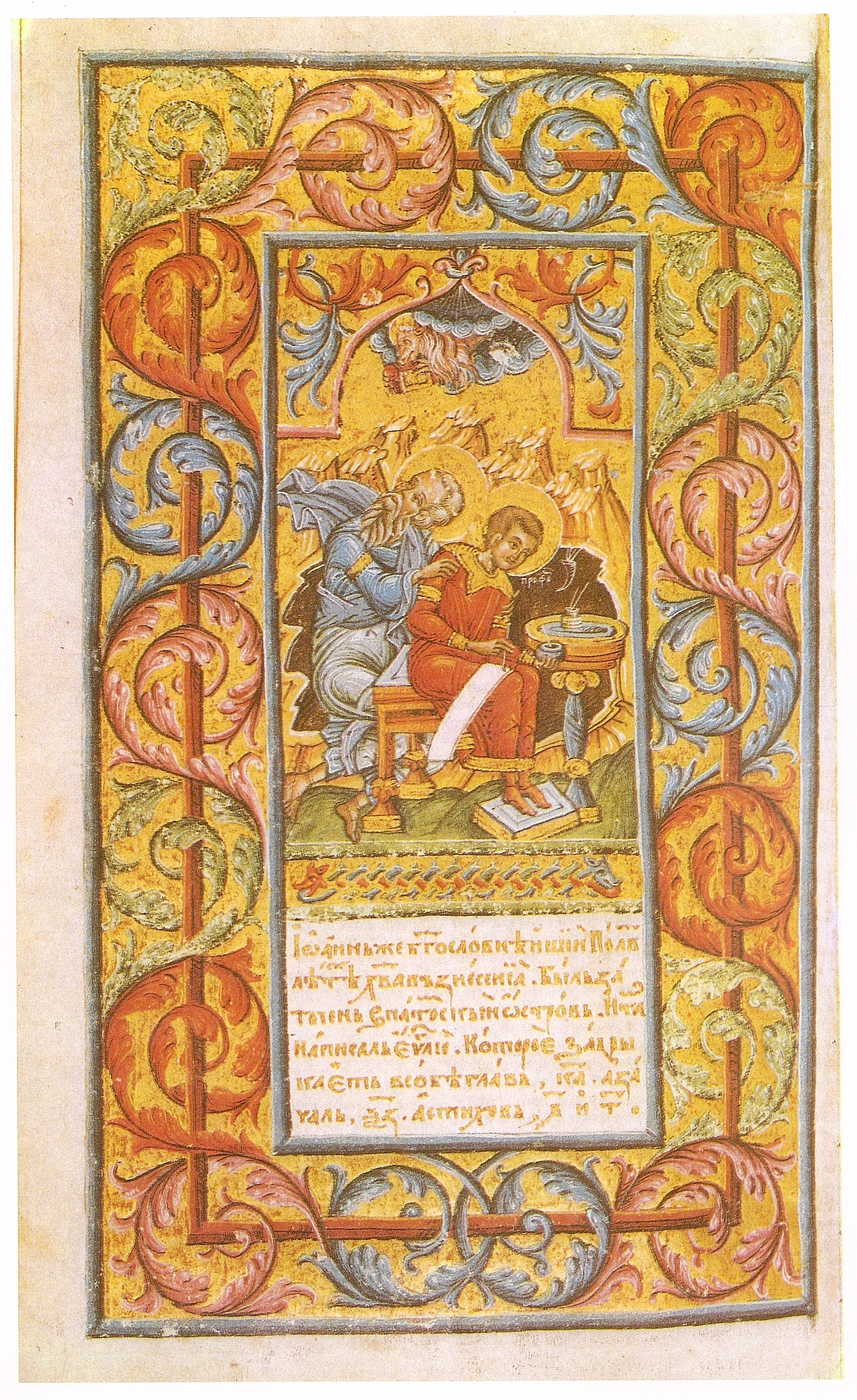
Сторінка Пересопницького Євангелія
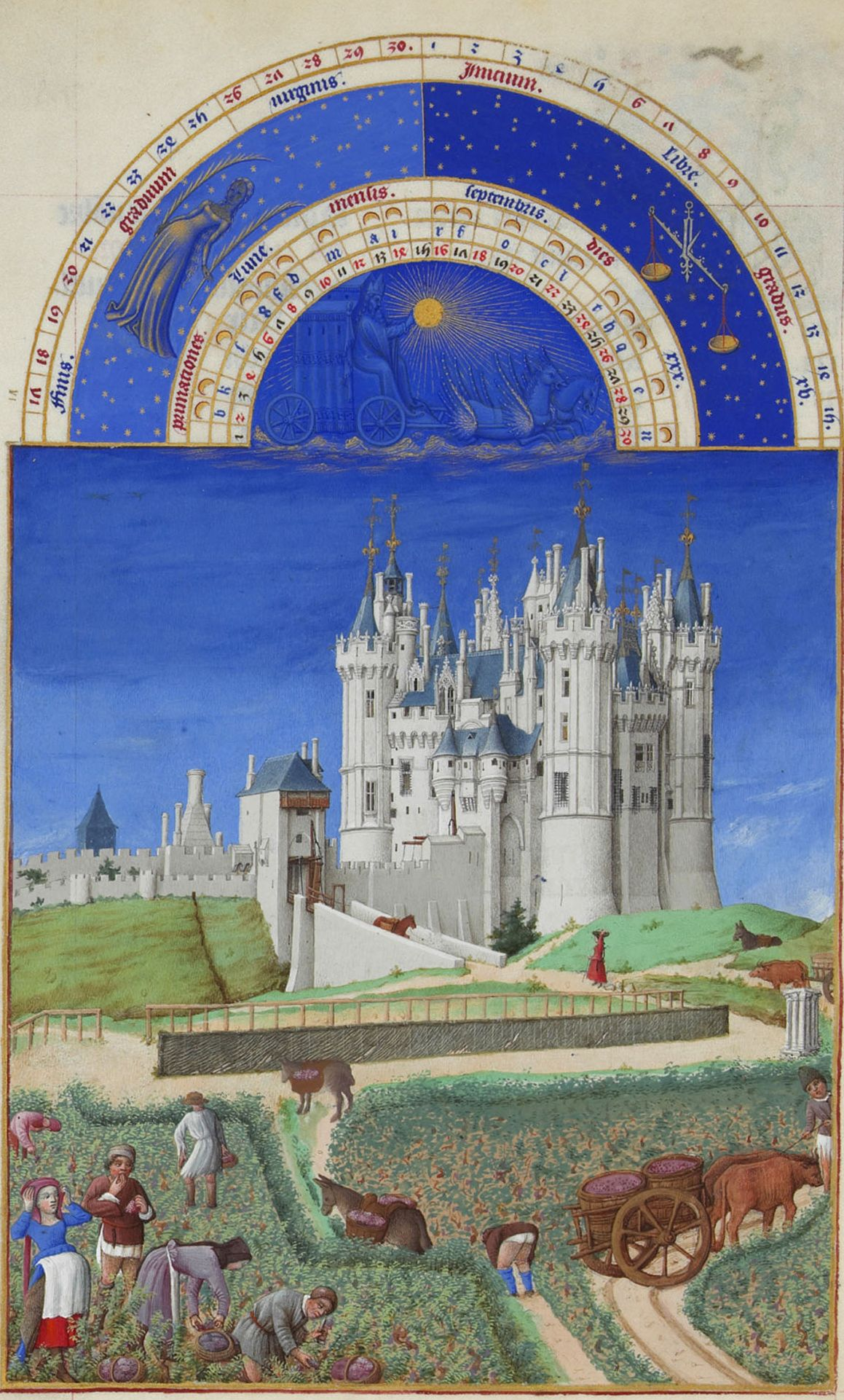
Сторінка «Вересень» з  «Розкішного часослова герцога Беррійського»
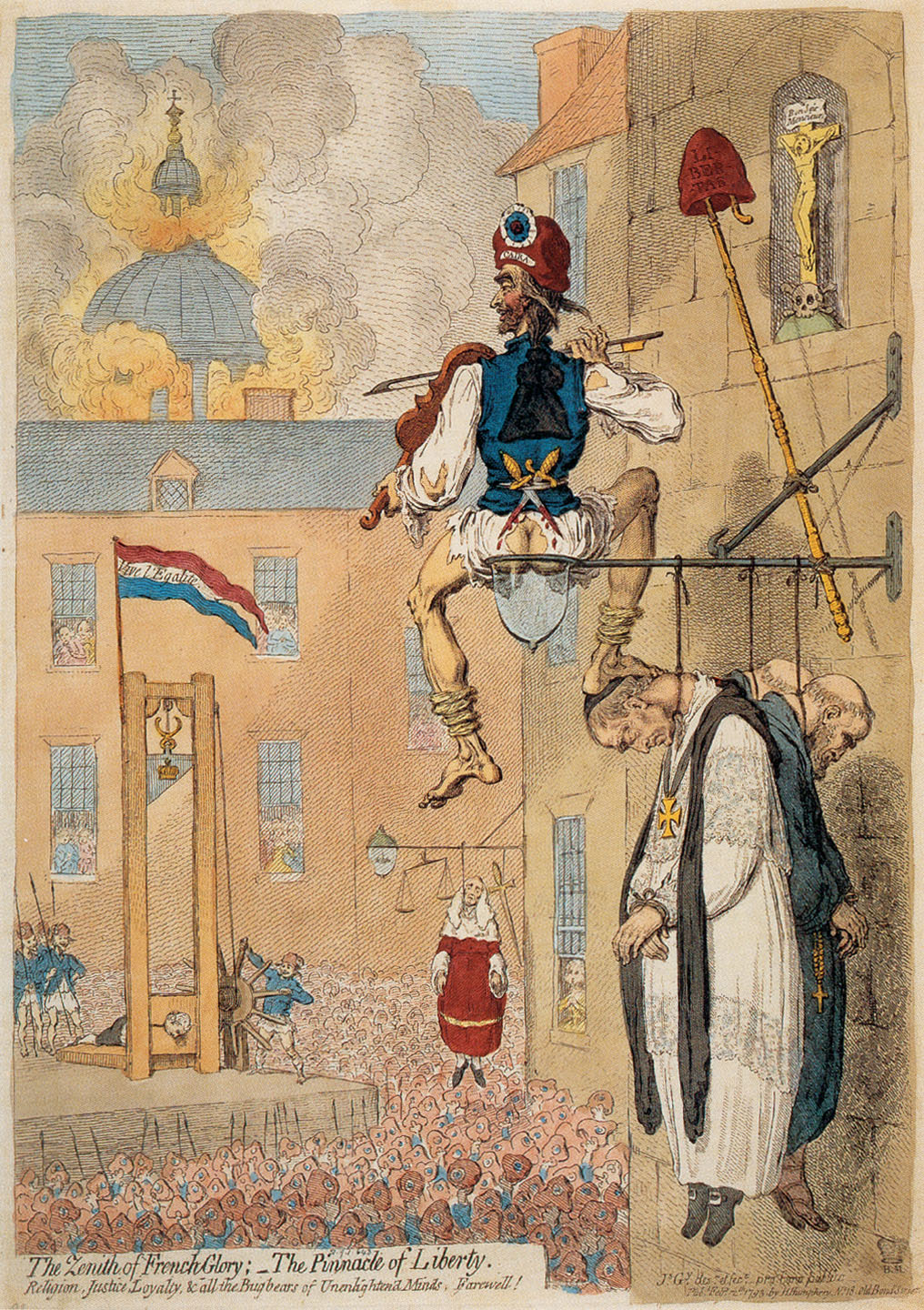
Політична карикатура. Джеймс Гілрей. «Кульмінація французької слави. Апофеоз свободи».
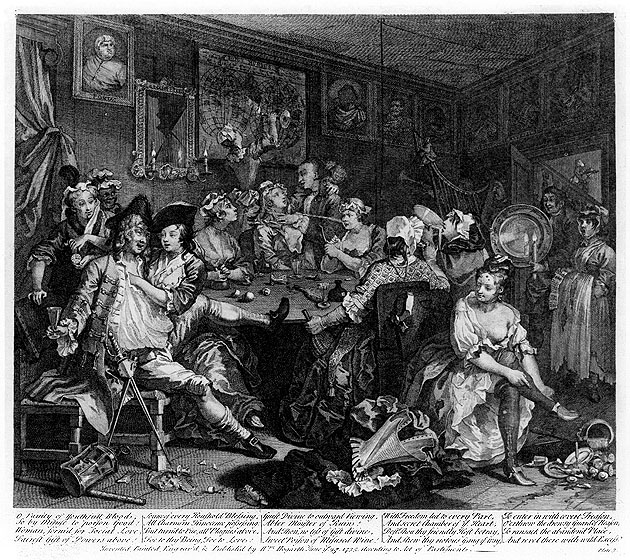
Вільям Гоґарт «Сцена в таверні»
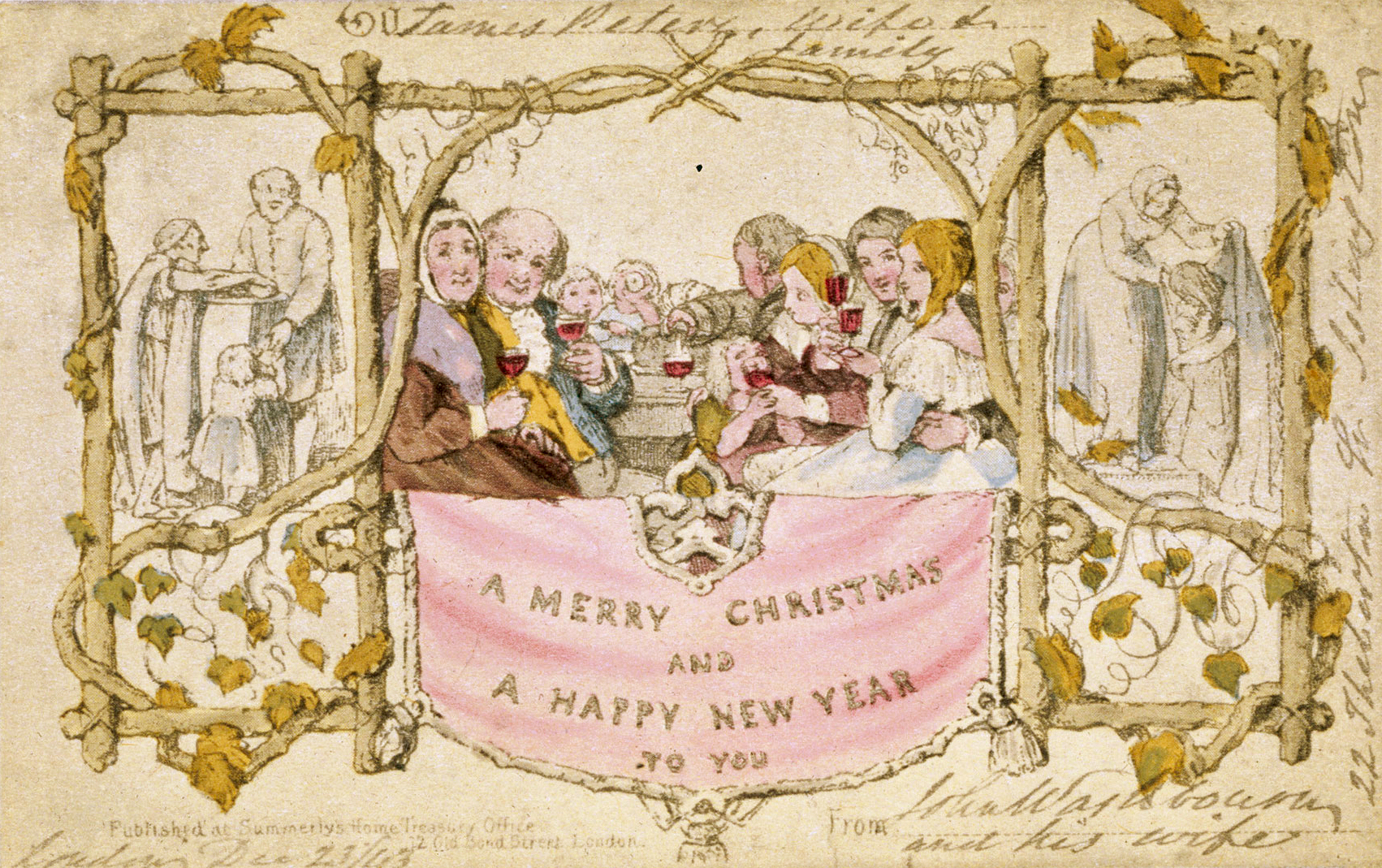
Перша різдвяна листівка
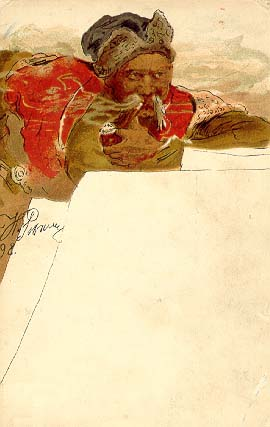
Ілля Рєпін. Перша різдвяна поштівка з українською тематикою, 1898 рік
Обкладинка українського коміксу «Воля»